# Никарагва на Светском првенству у атлетици у дворани 2018.
Никарагва је учествовала на 17. Светском првенству у атлетици у дворани 2018. одржаном у Бирмингему од 1. до 4. марта. Репрезентацију Никарагве на њеном осмом учествовању на светским првенствима у дворани представљао је један атлетичар који се такмичио у трци на 60 метара.,
На овом првенству такмичар Никарагве није освојио ниједну медаљу али је оборио национални и лични рекорд.

## Учесници
Мушкарци:
- Келвин Делвин Рамирез — 400 м

## Резултати

### Мушкарци
| Атлетичар             | Дисциплина | Лични рекорд | Квалификације | Квалификације | Полуфинале           | Полуфинале           | Финале               | Финале       | Детаљи |
| Атлетичар             | Дисциплина | Лични рекорд | Резултат      | Место         | Резултат             | Место                | Резултат             | Место        | Детаљи |
| --------------------- | ---------- | ------------ | ------------- | ------------- | -------------------- | -------------------- | -------------------- | ------------ | ------ |
| Келвин Делвин Рамирез | 400 м      |              | 49,88 НР, ЛР  | 5. у гр. 2    | Није се квалификовао | Није се квалификовао | Није се квалификовао | 22 / 25 (32) |        |